# Antonio Bachini
Antonio Bachini (Dolores, Soriano, 1860 - 11 de setiembre de 1932) fue un periodista y diplomático uruguayo.

## Biografía
Comenzó sus publicaciones en el diario 'El Independiente' de Fray Bentos luego que su familia se radicara en esa ciudad vecina a su ciudad de nacimiento.
En 1882 se trasladó a Montevideo donde comienza a trabajar en 'La España' para luego pasar en 1884 a La Tribuna Popular, cultivando un género de descripción de hechos históricos de la época y publicándolos bajo el seudónimo 'José Ido del Sagrario'.
En 1894 fundó El Heraldo y también Diario El Plata (Uruguay).
También utilizó el seudónimo 'Yaro' para publicar sus artículos sobre acontecimientos en el país especialmente en los diarios El Día y El Heraldo.

## Obras
- Libro de las rondas. Antonio Soto (escritor). Prólogo[1]